# Uroplatus guentheri
Espèce
Statut de conservation UICN

 EN B1ab(iii) : En danger
Statut CITES
Uroplatus guentheri est une espèce de geckos de la famille des Gekkonidae.

## Répartition
Cette espèce est endémique de Madagascar.

## Habitat
Elle se rencontre dans les arbustes et les arbres de l'île, à faible hauteur.
Le climat est de type tropical humide, avec des températures toutefois modérées. La température dépasse rarement les 25 °C, et chute aux alentours de 20 °C la nuit, avec une hygrométrie élevée, généralement supérieure à 70 % (mais pouvant varier selon le moment de la journée).

L'hiver est excessivement clément, avec une chute de quelques degrés des températures.

## Description

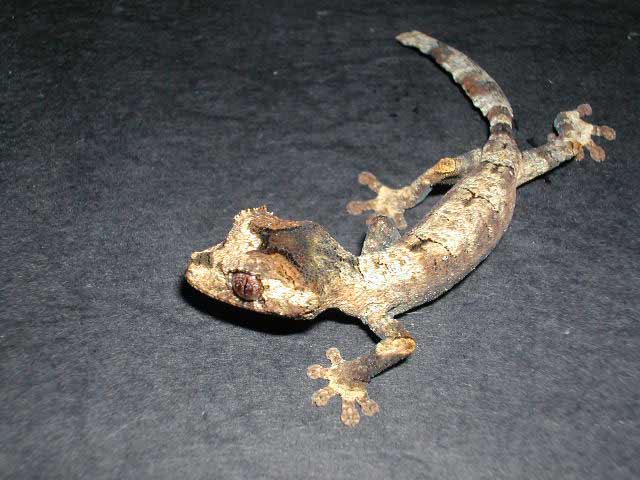
Uroplatus guentheri juvénile

C'est un gecko insectivore, nocturne et arboricole.
Les individus présentent de grandes variétés d'apparence. Certains ont l'aspect de l'écorce sèche, d'autres sont plus unis, dans les tons de vert pâle ou de vert-marron, parfois striés.
Comme chez les autres Uroplatus, la queue est plate, les doigts sont largement développés et la tête est relativement massive.

## Éthologie
Ce sont des animaux calmes, qui comptent plus sur le camouflage que sur leur rapidité pour échapper aux prédateur. Ils chassent les insectes sur les branches, en s'aventurant rarement au sol.

## Étymologie
Cette espèce est nommée en l'honneur d'Albert Günther.

## En captivité
Cette espèce se rencontre en terrariophilie, comme la plupart des Uroplatus ce gecko supporte très mal des températures approchant ou dépassant les 30 °C. Ils peuvent même en mourir si ces températures excessives durent trop longtemps. Ils sont également sensibles aux écarts d'humidité. Tout ceci en fait un animal délicat. Il est de plus classé en annexe II de la CITES et Madagascar a stoppé la quasi-totalité des exportations de sa faune locale.

## Publication originale
- Mocquard, 1908 : Description de quelques reptiles et d'un batracien nouveaux de la collection du Muséum. Bulletin du Muséum d'Histoire Naturelle, Paris, vol. 14, p. 259-262 (texte intégral).